# قیام پرشور: انقلاب جنسی در ایران
قیام پرشور: انقلاب جنسی در ایران کتابی نوشته شده توسط پردیس مهدوی است که توسط انتشارات دانشگاه استانفورد چاپ شده‌است. این کتاب درباره مشکلات و محدودیت‌های روابط جنسی در ایران و چگونگی مقابله جوانان با این محدودیت‌ها می‌باشد. مهدوی در کتاب خود بر این نکته تاکید می‌کند که: «در ایران امروز، سکس کارکرد دوگانه سمبل آزادی و اقدام شورشی سیاسی را به خود گرفته‌است». این کتاب حاصل تحقیقات مهدوی در ایران می‌باشد. مهدوی در کتاب خود به نقش اینترنت در این موضوع نیز پرداخته‌است. او درباره استفاده از لفظ انقلاب در کتاب خود آن را بی‌ارتباط با مفهوم سیاسی انقلاب می‌داند. او در این باره می‌گوید: «انقلاب جنسی، سبک و شیوه صحبت کردن در مورد سکس را تغییر داده‌است. جوانان حتی روش‌ها در چگونگی و تعداد سکس را هم تغییر داده‌اند.»

## نقدها
کامین محمدی خبرنگار ایرانی، ارائه تمایلات شخصی مهدوی در کنار رعایت بی‌طرفی علمی در این کتاب را نامانوس می‌داند و متن کتاب را دارای «ضعف تکرار مداوم فضل فروشانه» می‌داند.